# Baglad
Baglad (hongrois : Baglad [ˈbɒɡlɒd]) est une localité hongroise située dans le comitat de Zala.

## Site et localisation

### Topographie et hydrographie
La localité est située dans la région de l'Őrség, sur une plaine bordant le ruisseau de Nagy-völgy.

## Histoire
La première mention connue de la localité remonte à 1715. Le nom de Baglad est attesté depuis 1773. Au XIXe siècle, ce petit village nouvellement formé relevait de la zone d'influence d'Alsólendva (aujourd'hui Lendava, en Slovénie).
À la suite du traité de Trianon, Alsólendva fut rattachée au Royaume des Serbes, Croates et Slovènes (plus tard Yougoslavie), tandis que Baglad resta sur le territoire hongrois. En 1935, la localité comptait encore 271 habitants, mais les relations tendues entre la Hongrie et la Yougoslavie entraînèrent une marginalisation croissante du village, dont la population diminua fortement. Aujourd'hui, Baglad est un hameau vieillissant de très petite taille.

## Population

### Minorités culturelles et religieuses
Lors du recensement de 2011, 89,3 % des habitants de Baglad se déclaraient hongrois et 8,5 % roms. Du point de vue religieux, 68,7 % se disaient catholiques romains et 10,4 % sans appartenance religieuse.
En 2022, 75,6 % des habitants se sont déclarés hongrois, 9,8 % allemands, et 4,9 % d'autres nationalités non autochtones ; 17,1 % n'ont pas souhaité se prononcer. En raison des doubles appartenances possibles, la somme des pourcentages peut dépasser 100 %. Concernant la religion, 58,5 % des habitants étaient catholiques romains, 4,9 % réformés, 2,4 % chrétiens d'autres confessions, 7,3 % sans affiliation religieuse ; 26,8 % n'ont pas répondu à cette question.

## Patrimoine local
Baglad possède un clocher en bois construit vers 1865, caractéristique de l’architecture religieuse rurale de la région.
Une maison paysanne typique de Baglad, édifiée vers 1850, est conservée et exposée au Musée ethnographique en plein air de Szentendre (skanzen).